# Chris Thile

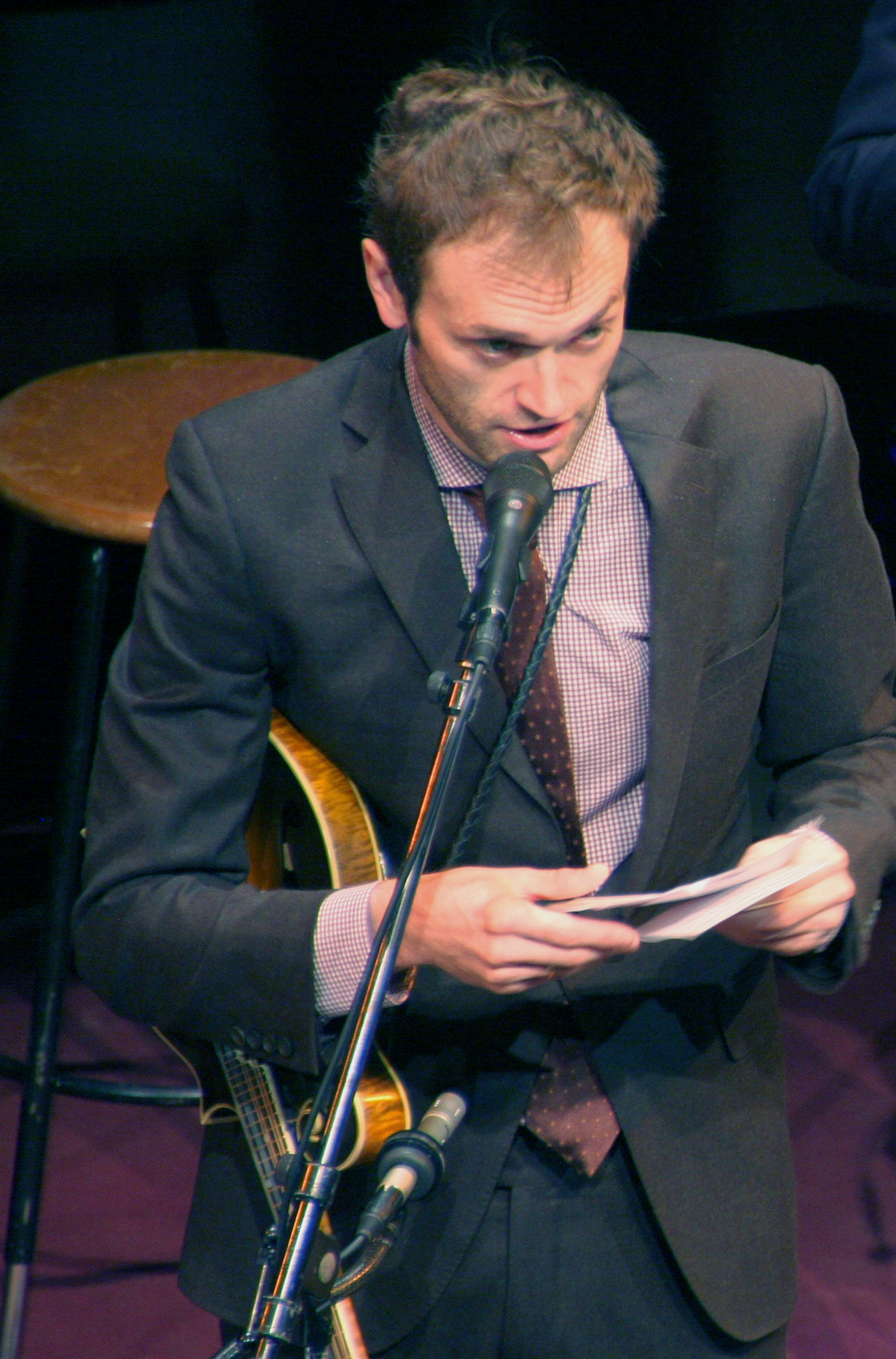
Chris Thile 2016

Christopher Scott Thile (sprich: ˈθiːliː, * 20. Februar 1981 in Oceanside, Kalifornien) ist ein US-amerikanischer Musiker. Er wurde als Mandolinist der Gruppe Nickel Creek bekannt. Sein virtuoses Spiel und seine musikalische Originalität brachten ihm 2012 das MacArthur-Fellow-Stipendium ein.

## Biografie
Thile, dessen Urgroßvater aus Hamburg in die USA emigrierte, wuchs in Kalifornien auf und begann als Fünfjähriger mit dem Mandolinenspiel. Mit acht Jahren gründete er zusammen mit dem Vater Scott Thile die Band Nickel Creek, die 1993 ihr erstes Album veröffentlichte. 1994 erschien Leading Off, das erste Soloalbum des Dreizehnjährigen.
Nach dem vorläufigen Ende der Band 2007 nahm Thile zunächst weitere Soloalben auf, deren erfolgreichstes How to Grow a Woman from the Ground (2007) zur Gründung der Punch Brothers, seiner aktuellen Formation, führte. Der Regisseur Mark Meatto hat in How to Grow a Band (2011) diesen Karriereschritt filmisch dokumentiert.
Die in Zusammenarbeit mit Yo-Yo Ma, Stuart Duncan, Edgar Meyer und Aoife O’Donovan entstandenen Goat Rodeo Sessions (2011) wurden 2013 mit dem Grammy Award für das beste Folkalbum ausgezeichnet. Im selben Jahr veröffentlichte er ein Album mit klassischer Musik (Bach: Sonatas and Partitas, Vol. 1).
Im März 2014 erschien im Rahmen einer Nickel-Creek-Reunion das Album A Dotted Line. Die Band war im November 2013 anlässlich einer Promotionsveranstaltung für den Coen-Brothers-Film Inside Llewyn Davis wieder gemeinsam aufgetreten, zu dessen Soundtrack Thile einen Beitrag leistete. Mit dem Kontrabassisten Edgar Meyer veröffentlichte er im selben Jahr das Album Bass & Mandolin, das ihm einen weiteren Grammy Award einbrachte.

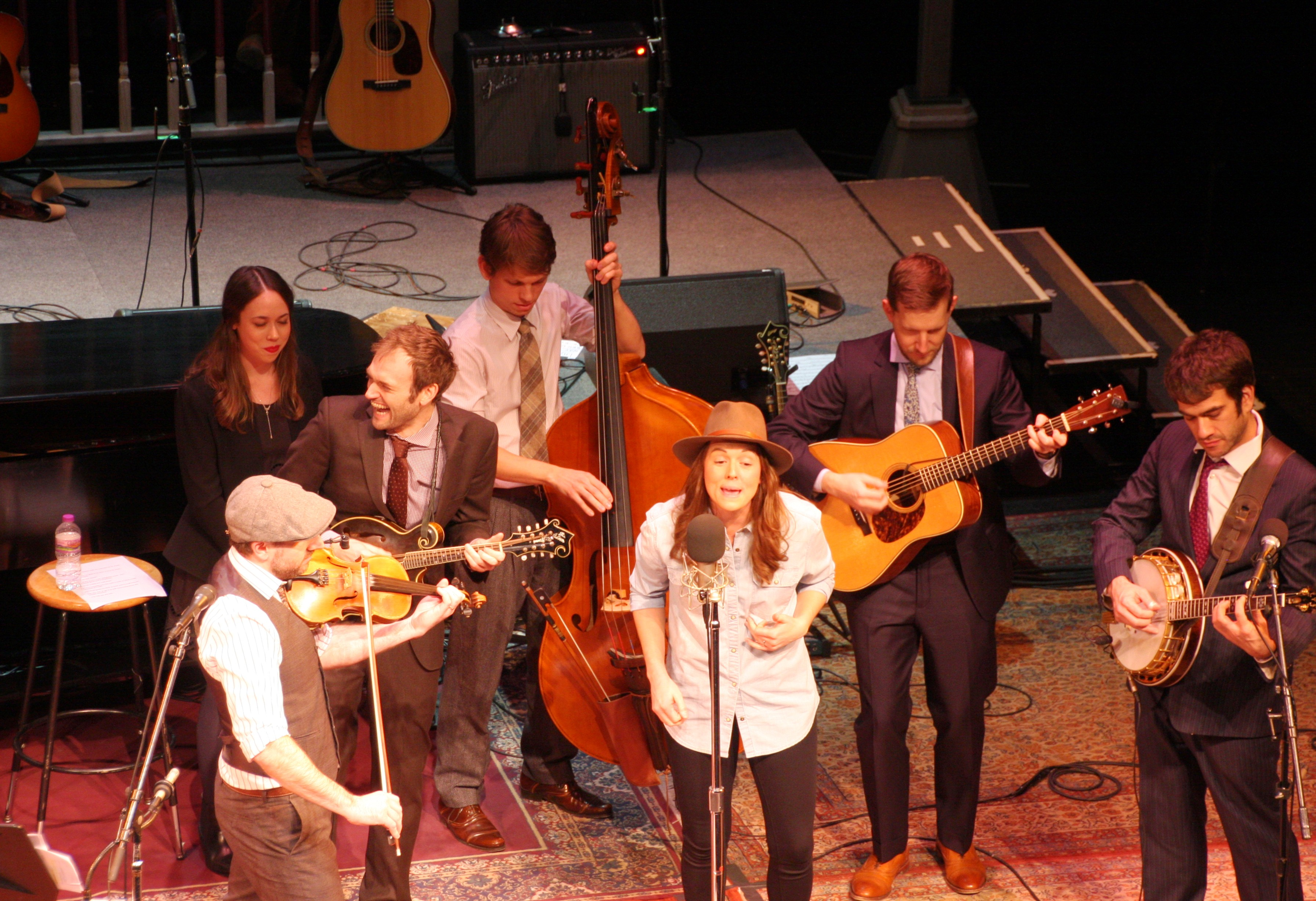
A Prairie Home Companion, 2016

Die Murray State University in Kentucky verlieh im Herbst 2014 ihrem ehemaligen Studenten den Outstanding Alumnus Award. Im Oktober 2016 trat Thile die Nachfolge Garrison Keillors als Gastgeber der Radioshow A Prairie Home Companion an, die Ende 2017 in Live from Here umbenannt wurde.
Im selben Jahr nahm er mit dem Pianisten Brad Mehldau das Doppelalbum Chris Thile & Brad Mehldau auf, das im Januar 2017 bei Nonesuch Records erschien.
Im April 2017 erschien – ebenfalls bei Nonesuch – das Album Bach Trios (mit Yo-Yo Ma und Edgar Meyer).
Im Rahmen einer Solotour durch Europa im März 2017 stand ein Konzert in der neuen Hamburger Elbphilharmonie auf dem Programm. Im Spätherbst 2017 war Thile im Duo mit Brad Mehldau auf den Leverkusener Jazztagen zu hören.
Chris Thile ist seit dem 23. Dezember 2013 in zweiter Ehe mit der Schauspielerin Claire Coffee verheiratet. Im Mai 2015 wurde das erste Kind des Paares geboren.

## Auszeichnungen (Auswahl)
- 1997 – Grammy für das beste Bluegrass-Album (True Life Blues: The Songs of Bill Monroe)
- 2002 – Grammy für das beste zeitgenössische Folkalbum (Nickel Creek: This Side)
- 2012 – MacArthur Fellowship
- 2013 – Grammy für das beste Folkalbum (The Goat Rodeo Sessions)
- 2015 – Grammy für das beste zeitgenössische Instrumentalalbum (Bass & Mandolin mit Edgar Meyer)

## Diskografie (Auswahl)

### Mit Nickel Creek
- Nickel Creek (2000)
- This Side (2002)
- Why Should the Fire Die? (2005)
- A Dotted Line (2014)

### Solo
- Not All Who Wander Are Lost (2001)
- Deceiver (2004)
- How to Grow a Woman from the Ground (2006)
- Bach: Sonatas and Partitas, Vol. 1 (2013)
- Thanks For Listening (2017, Zusammenstellung der Songs aus der wöchentlichen Radioshow)

### Punch Brothers
- Punch (2008)
- Antifogmatic (2010)
- Who's Feeling Young Now? (2012)
- Ahoy! (2012) EP
- The Phosporescent Blues (2015)
- The Wireless (EP, 2015)
- All Ashore (2018)

### Weitere
- Into the Cauldron (2003), mit Mike Marshall
- Edgar Meyer and Chris Thile (2008), mit Edgar Meyer
- Sleep with One Eye Open (2011), mit Michael Daves
- The Goat Rodeo Sessions (2012), mit Yo-Yo Ma, Edgar Meyer, Stuart Duncan und Aoife O' Donovan
- Bass & Mandolin (2014) mit Edgar Meyer
- Chris Thile & Brad Mehldau (2017)
- Bach Trios (2017), mit Yo-Yo Ma und Edgar Meyer